# Réna Sakellarídou
Réna Sakellarídou (grec moderne : Ρένα Σακελλαρίδου), née le 16 octobre 1955 est une architecte grecque.

## Biographie
Réna Sakellarídou naît dans la ville portuaire de Pythagoréion. Très tôt, elle décide d'étudier l'architecture.
Elle est diplômée en architecture à l'Université Aristote de Thessalonique. Elle complète sa formation par un master en architecture à l'Université de la Colombie-Britannique à Vancouver  et un doctorat à Londres à la Bartlett School of Architecture and Planning.
Elle fonde le cabinet d'architecture grec SPARCH. Elle est professeure de conception architecturale à l'École d'architecture de l'Université Aristote de Thessalonique. Elle est présentée dans l’exposition Frau Architekt à l’Institut Goethe d’Athènes au printemps 2021.
Elle voit l'architecture comme la poétique de l'espace et de la forme, organisée en un tout intégré par l'ordre architectural, la matérialité et la lumière.
Ces principes architecturaux d'espace et de forme, d'ordre et de composition, trouvent leur expression dans l'analyse qu'elle fait de l'œuvre de l'architecte suisse Mario Botta dans son livre Mario Botta : Architectural Poetics, paru en 2000.
Cette vision de l'architecture se retrouve dans l'agrandissement de la bibliothèque de l'Université Aristote de Thessalonique.  L'aile la plus récente, située sur le côté nord-est de la bibliothèque principale des années 1960, a est construite en 1999 et présente une forme rectangulaire symétrique conçue autour d'un atrium cylindrique.
L'une des œuvres les plus importantes de Réna Sakellarídou est le siège social d'Agemar de 30 000 m2 pour le groupe maritime Angelicoussis à Athènes, achevé en 2018. La géométrie fluide de la forme suggère une forme flottant sur la mer. Le bâtiment en béton armé abrite cinq étages de bureaux ouverts, des simulateurs de pont et de moteur à usage maritime, un amphithéâtre, une bibliothèque au rez-de-chaussée, un musée d'entreprise, des jardins sur le toit, un jardin vertical, un restaurant et une salle de sport.
Un autre des projets les plus importants de SPARCH est le complexe du siège social de NBG Insurance à Athènes, qui est une collaboration avec Mario Botta. Le complexe de bureaux comprend deux formes solides principales disposées autour d'une place publique, offrant une vue sur l'Acropole voisine et un atrium de passerelles en verre. Le projet, qui s'étend en grande partie sous terre afin de minimiser l'impact sur le tissu urbain, met l'accent sur le mouvement et la lumière en transformant les masses en vides.

## Réalisations
- agrandissement de la bibliothèque de l'Université Aristote de Thessalonique, 1999[10]
- Nouveau bâtiment de bureaux de la Banque nationale, Thessalonique, 2002[11]
- Centre d'affaires Limani, Thessalonique, 2003[12]
- siège social de NBG Insurance, Athènes, 2006[13]
- Librairie de la Fondation culturelle NBG, Thessalonique, 2007[14]
- Maison horizontale, Thessalonique, 2008[15]
- Hôpital général Iaso Thessalie, Larissa, 2009[16]
- Palais Electra, Thessalonique, 2020[17]

## Publications
- (en) Architectural Poetics et Sea Voyage , Berlin, 2019
- (en) Mario Botta. Architectural Poetics, , London (2001 in english), Londres, Thames and Hudson, 2001